# Операція «Орел охоронець»
Операція «Орел-охоронець» (англ. Operation Eagle Guardian) — регіональна схема оборони, складена членами НАТО на початку 2010 року з метою захисту Польщі й країн Балтії від імовірного нападу з боку Російської Федерації.
У схемі вказуються порти в Польщі та Німеччині, які у разі нападу отримають підтримку військово-морських, десантних та сухопутних військ, а також британських та американських військових кораблів. План операції «Орел охоронець» у разі агресії з боку Росії передбачає залучення дев'яти дивізій НАТО, зокрема: американських, німецьких, британських та польських.
Спочатку дані про проєкт цієї операції були опубліковані на сайті WikiLeaks. Документи були нібито підписані держсекретарем США Гілларі Клінтон, яка через деякий час дійсно підтвердила намір США розмістити в Польщі свій підрозділ військово-повітряних сил, встановити деякі системи ПРО, а також розробити план дій щодо захисту Польщі і Балтійських країн від агресії з боку Росії.
Документи місії США в НАТО, в яких згадується операція «Орел-охоронець»:
- 09USNATO588, DEMARCHE DELIVERED ON NATO CONTINGENCY PLANNING, 16 грудня 2009 р.
- 09WARSAW1228, Poland could accept «Complementary» contingency, 18 грудня 2009 р.
- 09USNATO532, Lithuanian MOD Discusses NATO contingency planning, 19 листопада 2009 р.
- 10USNATO11, Polish Non-Paper on Baltic contingency planning, 11 січня 2010 р.
- 10USNATO35, NATO agrees to do contingency planning for the Baltic States[4]
- 10STATE 007810